# Chromatoiulus geniculatus
Chromatoiulus geniculatus är en mångfotingart som beskrevs av Hans Lohmander 1928. Chromatoiulus geniculatus ingår i släktet Chromatoiulus och familjen kejsardubbelfotingar. Inga underarter finns listade i Catalogue of Life.